# Фотофобія (фільм)
«Фотофобія» (англ. Photophobia, словац. Światłowstręt) — документально-драматичний фільм спільного виробництва Словаччини, Чехії та України, знятий Іваном Остроховським і Паволою Пекарчиком. Фільм розповідає досвід української сім'ї, яка, як і багато інших з початку російського вторгнення, прожила більшу частину свого життя під землею, шукаючи притулку від обстрілів на глибоких станціях метро головних міст країни. Прем'єра відбулася 1 вересня 2023 року на 80-ту Венеційському кінофестивалі.

## Сюжет
Холодного лютневого ранку 12-річний Микита з родиною приїжджає на станцію харківського метро, щоб сховатися від страшної війни, що вирує надворі. Для родини Микити денне світло ー синонім смертельної небезпеки, тому хлопчику не дозволяють виходити назовні. Живучи під постійним світлом неонових вогнів, та безцільно блукаючи по покинутих вагонах і повних платформах, Микита зустрічає 11-річну Віку, і перед ним відкривається новий світ. Коли їхній зв'язок зміцнюється, діти знову знаходять сміливість відчути сонце на своїх обличчях.

## У ролях
| Актор                      | Роль             |
| -------------------------- | ---------------- |
| Микита Тищенко             | Микита           |
| Вікторія Мац               | Віка             |
| Яна Євдокимова             | Мама Микити      |
| Євгеній Борщ               | Свекор Микити    |
| Віталій Павлович           | Ковбой з гітарою |
| Сирбу Тетяна Володимирівна | лікар            |
| Анна Тищенко               | Анна             |

## Фільмування
«Коли ми приїхали в Україну з гуманітарною допомогою навесні 2022 року і влаштувалися поряд із біженцями метро, ми зрозуміли, що очі світу будуть на передовій. Тому ми вирішили знайти щось наближене до „звичайного життя“ та зберегти його якнайкраще: знайти мить справжньої людяності під час нищівного жаху. Ми вирішили зіставити позачасове, безцільне життя Микити та його родини з жахливими сценами, що розігруються на рівні землі, використовуючи формат плівки Super 8mm. Ми зафільмували спостереження за зруйнованою війною країною, які могли б здатися далекими ідеями травмованої дитини, гарячковим сном з давно минулих часів, якби глядачі не знали, що це реальність України сьогодні»,— Іван Остроховський, Павол Пекарчик.

## Нагороди й номінації
- Фільм отримав нагороду Europa Cinema Labels за найкращий європейський фільм у секції Giornate degli Autori Венеціанського кінофестивалю 2023 року.[1] Як переможець лейблу Europa Cinemas, Фотофобія отримає підтримку розповсюдження від мережі артхаусних кінотеатрів, що налічує понад 1200 кінотеатрів і понад 3000 екранів, по всій Європі.[1] «Фотофобія» — це дуже оригінальний і чудовий фільм, який розгортається сьогодні на підземній станції харківського метро в розпал війни в Україні", — йдеться в заяві журі Europa Cinemas. «Але це не жалюгідна штампована історія війни. Ми бачимо, як люди — і діти зокрема — вчаться створювати новий спосіб життя. Тут є надія та радість у дрібницях, наприклад, у випадковій розкоші відчути сонце на своїх обличчях. Фільм надзвичайно якісно зроблений, а операторська робота видатна».[1]
- «Фотофобія» змагатиметься у Міжнародному конкурсі в Туреччині на 60-му кінофестивалі «Золотий апельсин» в Анталії.[4]
- Фільм був офіційно заявлений Словаччиною в категорії «Найкращий міжнародний повнометражний фільм» 96-ї церемонії вручення премії «Оскар» у 2024 році.[5]